# Dionisis Liwanos
Dionisis Liwanos, gr. Διονύσης Λιβανός (ur. 2 grudnia 1934 w Atenach, zm. 31 października 2005 w miejscowości Kifisia) – grecki polityk i dziennikarz, parlamentarzysta krajowy, poseł do Parlamentu Europejskiego III kadencji, w latach 1993–1995 minister turystyki.

## Życiorys
Absolwent ekonomii i nauk politycznych, kształcił się na Uniwersytecie Panteion i na Uniwersytecie Arystotelesa w Salonikach. Odbył studia podyplomowe na Uniwersytecie Oksfordzkim. Pracował jako redaktor, wydawca i dziennikarz prasowy. Był sekretarzem generalnym ministerstw pracy oraz komunikacji.
Był działaczem Nowej Demokracji. W latach 1974–1977 i 1981–1989 z ramienia tego ugrupowania sprawował mandat posła do Parlamentu Hellenów I, III i IV kadencji. Przeszedł następnie do Panhelleńskiego Ruchu Socjalistycznego, z jego listy w 1989 został wybrany w skład Europarlamentu III kadencji, gdzie należał do frakcji socjalistycznej. W 1993 odszedł z PE, obejmując w listopadzie tegoż roku stanowisko ministra turystyki w rządzie Andreasa Papandreu. Urząd ten sprawował do czerwca 1995.